# Сильванов, Дмитрий Павлович
Дмитрий Павлович Сильванов (21 сентября 1905 — 17 апреля 1999, Нижний Новгород) — советский архитектор, работавший в городе Горьком. Почётный гражданин города Нижнего Новгорода.

## Биография
Окончил Горьковский инженерно-строительный институт в 1932 году. Член Союза архитекторов СССР с 1934 года. С 1934 по 1938 год работал в Горпроекте, с 1939 по 1941 год — главным архитектором города Горького. С 1945 по 1952 год — в архитектурно-планировочной мастерской горсовета. С 1952 года — доцент, преподавал на архитектурном факультете ГИСИ имени В. П. Чкалова.
Участник Великой Отечественной войны, имел 11 правительственных наград.
Похоронен на Бугровском кладбище Нижнего Новгорода.

## Работы

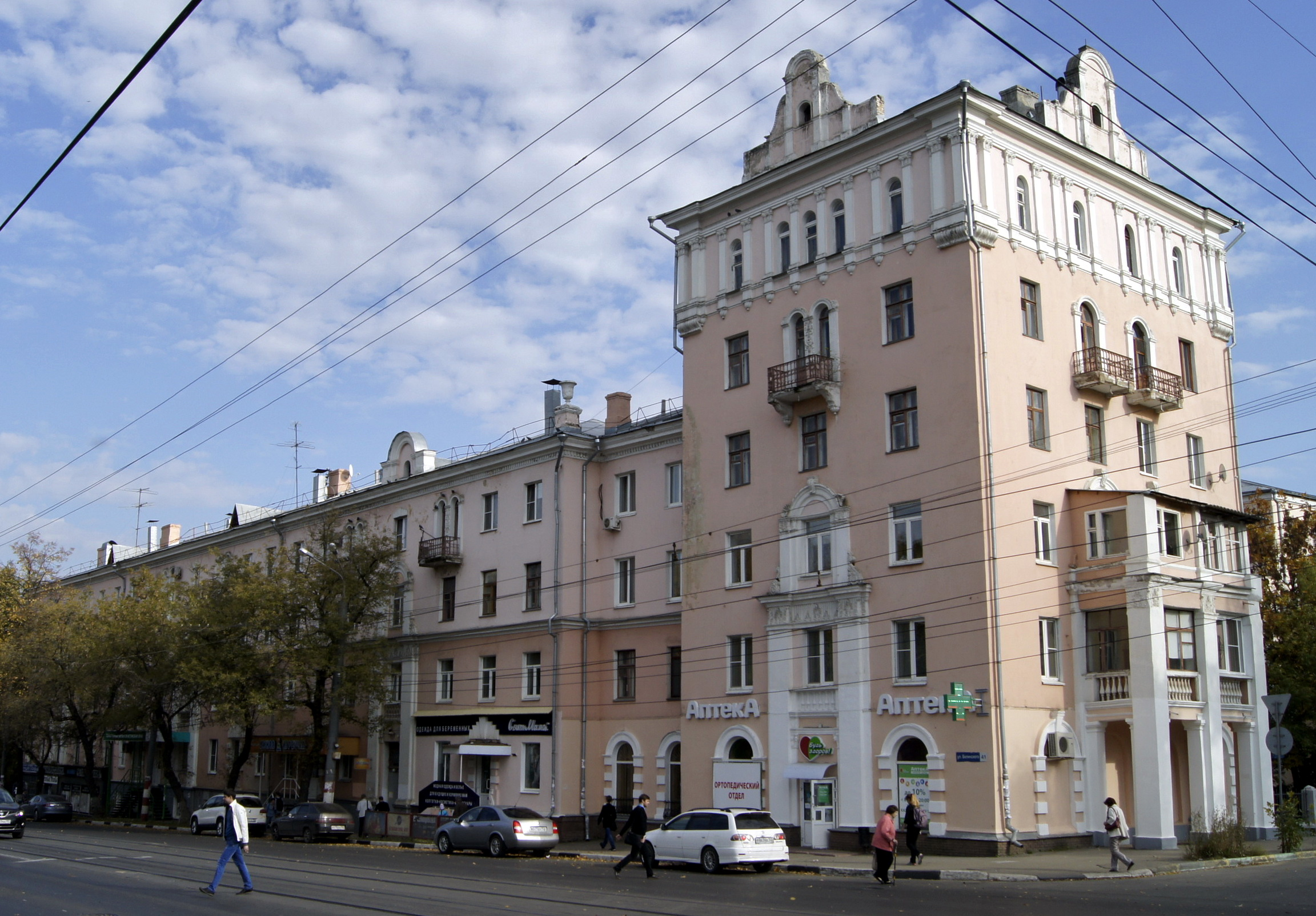
Белинского 41.

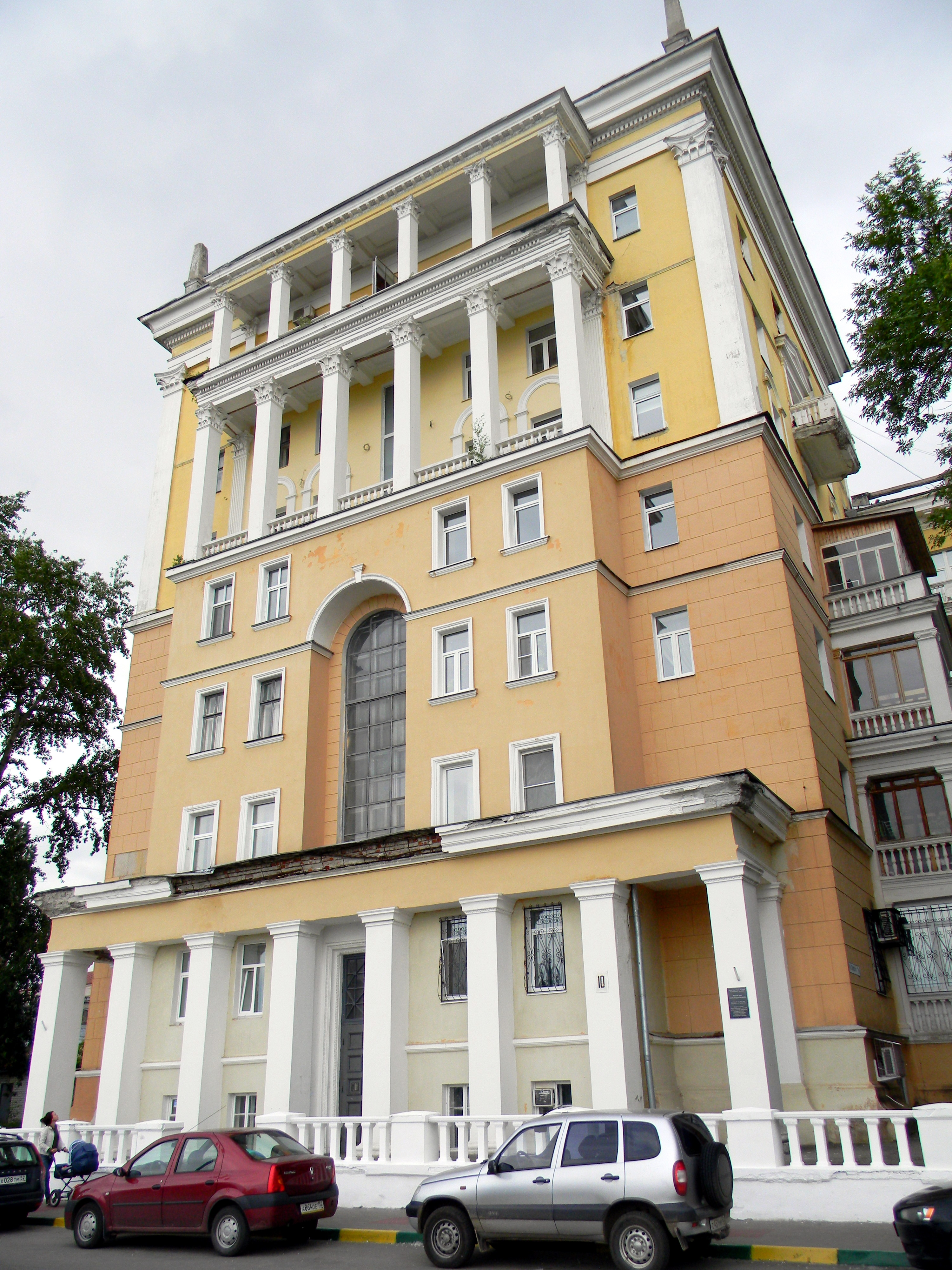
Дом железнодорожников

С 1928 по 1979 год выполнил около 100 проектов. Под его руководством в городе было возведено 37 сооружений. В том числе:
- здание родильного дома в Сормовском районе;
- жилой «Дом железнодорожников» — Верхне-Волжская набережная, 15 (1938);
- авиационный техникум на площади Горького (1940);
- надстройка здания Нижегородской радиолаборатории (1948—1949);
- общежитие политехнического института на площади Лядова (1952);
- жилой дом № 41 по улице Белинского (1955).